# بلووو (شهرستان ربریخینسکی، سرزمین آلتای)
بلووو (به لاتین: Belovo) یک منطقهٔ مسکونی در روسیه است که در سرزمین آلتای واقع شده‌است.